# 月船2号
月船二号（Chandrayaan-2）是印度空间研究组织（ISRO）研制的月球探测器，也是印度继月船一号之后的第二个月球探测器。
月船二號將透過地球同步卫星运载火箭3型号發射。 其包含一台登陸器、一台探測車和一台軌道器，皆由印度國內自行開發。
月船二號預計在曼齊尼C隕石坑和辛普路斯N隕石坑之間的高地平原登陸，緯度為南緯70°。探測車會在月球表面進行化學分析，其所獲得的資訊會經由登陸器和軌道器發送到地球。
2019年7月发射并于8月进入月球轨道（着陆失败）。具有八种科学仪器的任务的一部分的轨道器，仍在运行，预计将继续其为期七年的研究月球的任务。

## 历史
2007年11月12日，俄罗斯联邦航天局和ISRO签订了一项协议，双方将在月船二号工程中开展合作。 ISRO負責軌道器和探測車，俄羅斯航太則負責降落器。印度政府在2008年9月18日舉行部長聯盟理事會會議，由曼莫漢·辛格總理主持，並許可了此項任務。  月船二號的設計在2009年8月完成，並由兩國的科學家共同審核。
根据印度空间研究组织的“登月计划”，该机构原定在2011年向月球发射“月船2号”月球探测器，并使一个登月机器人在月球表面实现软着陆。
雖然 ISRO 按照計劃的時間表訂下月船二號的酬載內容， 任務還是推遲到2013年1月，之後又因為俄羅斯方面沒有及時完成登陸器，發射時間再度延後至2014年发射。 在2015年時，俄羅斯航太的福布斯－土壤火星任務失敗。由於該項任務的許多技術被運用在月船二號上，因此需要重新審核。 最後，俄羅斯方面宣佈他們無法在2015年完成登陸器，印度方面遂決定不使用俄羅斯的登陸器，自行進行登月任務。

## 目標
月船二号的主要目標是展示在月球表面軟著陸並在地面上操作機器人月球車的能力。 科學目標包括研究月球地形，礦物學，元素豐度，月球大氣層，以及羥基和月球水冰的特徵。 軌道器將映射月球表面並幫助準備它的3D地圖。 在研究月球南極地區的水冰和地表上的月球風化層厚度時，機載雷達還將繪製地圖。

## 设计

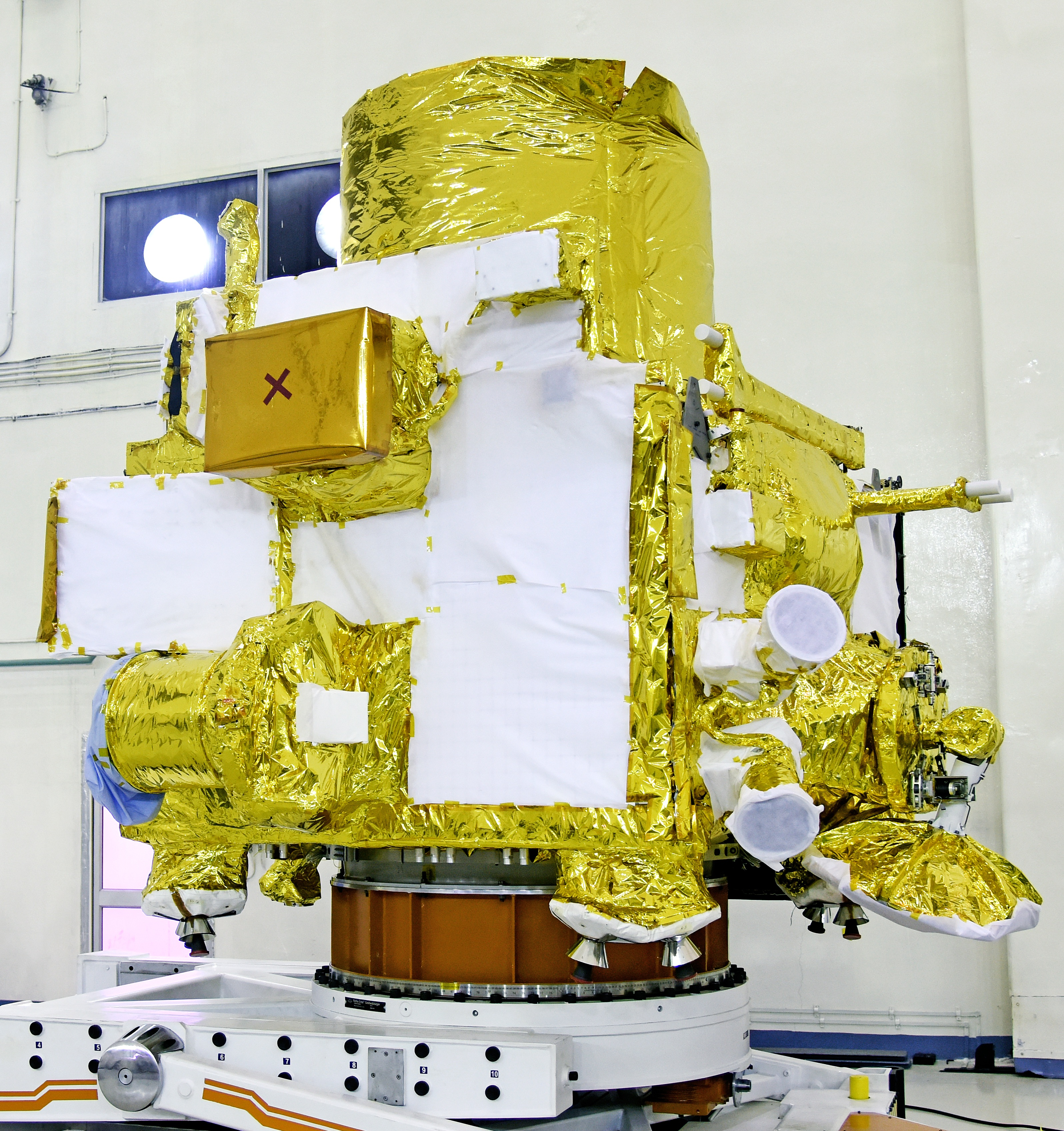
在集成设施的月船二号的轨道器。

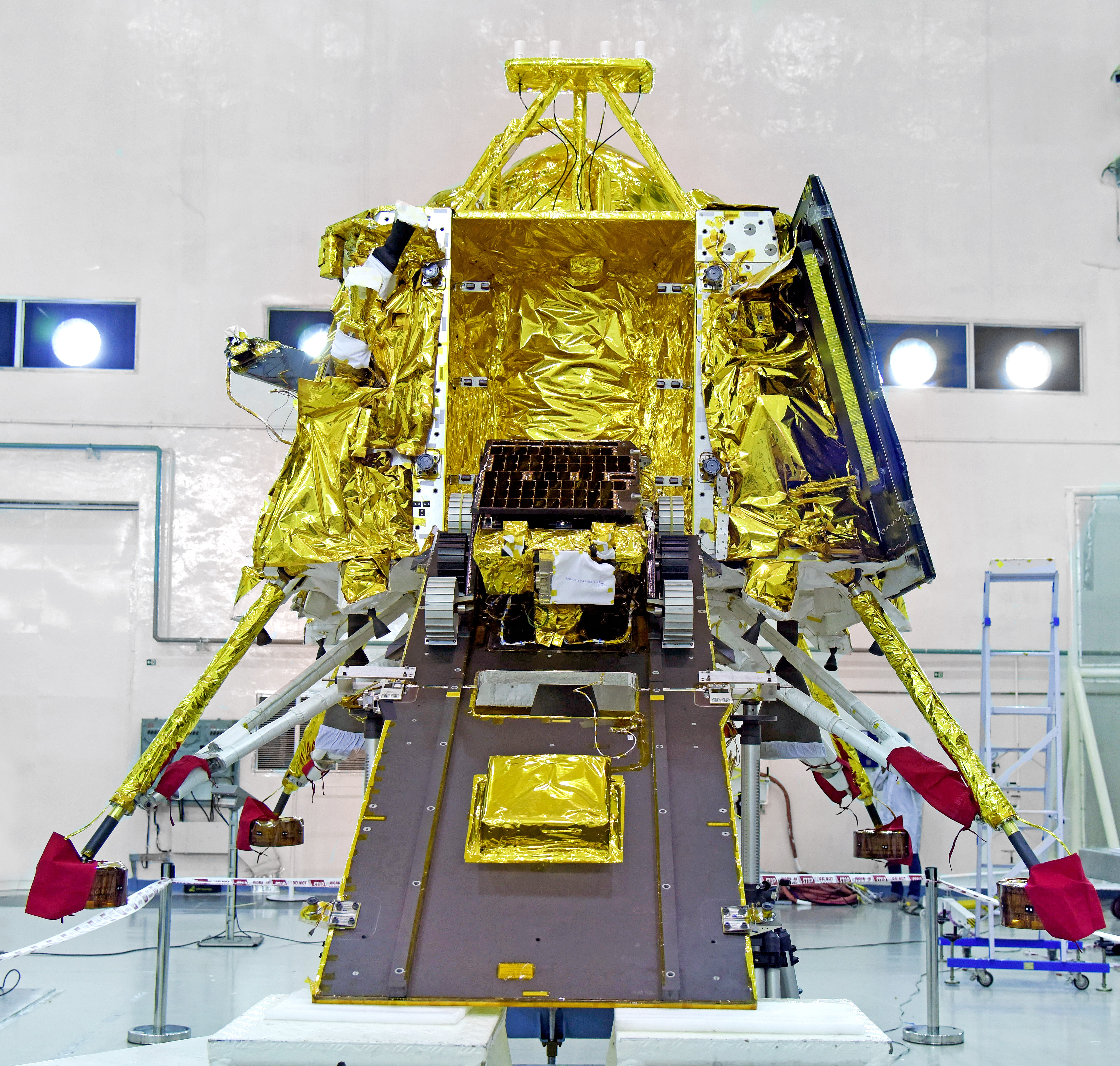
月船二号的着陆器和月球车。

俄罗斯（Roscosmos）设计和制造着陆器和月球车。 当航天器进入月球轨道时，带有月球车的着陆器从轨道器上释放，降落在月球上，并且月球车从着陆器中驶出。 印度空间研究组织（ISRO）将研究向轨道器提供核能的可行性。
美国国家航空航天局（NASA）和欧洲航天局（ESA）也将以提供轨道器上的科学仪器的形式参与任务。 据报道，已经向印度空间研究组织提交了提案。
该任务是在地球同步卫星运载火箭3型号（GSLV Mk III）上发射的，从斯里哈里科塔岛的萨迪什·达万航天中心起飞的质量大约为3,850（8,490磅）。 截至截至2019年6月，该任务的分配成本为97.8亿卢比（约合1.41亿美元），其中包括空间部分60.3亿卢比和GSLV Mk III的发射成本37.5亿卢比。 月船二号最初是通过运载火箭放置在近地点170公里的地球停泊轨道和40,400公里的远地点。

### 组成部分
月船二号将由三个部分组成，包括轨道器、着陸器和月球车。此次計畫、設計、製造耗費約1.4億美元。
其中轨道器重2379千克，將在100公里高的月球極轨道上運行1年。着陸器重1471千克，以印度航天之父維克拉姆之名命名，將在月面進行软着陸，并部署月球车，由俄罗斯航天机构提供。任务携帶的月球车名為普拉冈，梵语意為「智慧」，则由印俄双方联合研制。但由于俄罗斯相关技术在先前的“福布斯-土壤”火星任务中出现问题，印度于2013年决定退出合作，独自研发降落舱。
月船2号上许多科学仪器都由印度独立研制。

## 任务过程
月船二號的發射日期先是訂到了2018年3月，接著先是延遲到4月，又延遲到8月以對載具進行更多測試。 2019年2月的時候，登陸器的腳架在測試時受損，發射日再度延後。
印度空间研究组织于2019年1月初宣布，发射时间将推迟到2月或3月。于2019年1月11日，再次宣布将不会在4月以前发射，並推遲於7月14日，21:21 UTC發射，但在發射時因故障而中止 。 
在經過數次推遲後，月船二号於2019年7月22日成功發射，8月20日进入月球轨道。印度空间研究组织于9月2日表示月船二号轨道器与着陆器成功分离。
2019年9月7日，维克拉姆号着陆器在尝试软着陆时，在距离月面2.1km处信号丢失。
2019年12月2日，美国国家航空航天局公开了月球勘测轨道飞行器拍摄到的维克拉姆号着陆器在月球表面的残骸照片，证实了着陆器的坠毁结果。

## 脚注
1. 1 2  Nair, Avinash. . The Indian Express. 2015-05-31  [2016-08-07]. （原始内容存档于2019-07-10）.
2. ↑  . Indian Space Research Organisation.   [2019-06-20]. （原始内容存档于2019-07-29）.
3. 1 2  Kiran Kumar, Aluru Seelin. . YouTube.com (Inter-University Centre for Astronomy and Astrophysics). August 2015  [2016-08-07]. （原始内容存档于2019-04-13）.
4. ↑  Singh, Surendra. . The Times of India. Times News Network. 2018-08-05  [2018-08-15]. （原始内容存档于2018-08-19）.
5. ↑  Shenoy, Jaideep. . The Times of India. Times News Network. 2016-02-28  [2016-08-07]. （原始内容存档于2019-07-20）.
6. ↑  Bagla, Pallava. . NDTV. 2018-08-04  [2018-08-15]. （原始内容存档于2019-06-24）.
7. ↑  Subramanian, T. S. . The Hindu. 2007-01-04  [2008-10-22].
8. ↑  Rathinavel, T.; Singh, Jitendra.  (PDF). Rajya Sabha. 2016-11-24  [2019-07-11]. （原始内容存档 (PDF)于2017-08-02）.
9. 1 2  Ramesh, Sandhya. . ThePrint. 2019-06-12  [2019-06-12]. （原始内容存档于2019-07-11）.
10. ↑  . Earthtimes.org.   [2012-06-21]. （原始内容存档于2012-09-23）.
11. ↑  Sunderarajan, P. . The Hindu. 2008-09-19  [2008-10-23]. （原始内容存档于2021-07-20）.
12. ↑  . Domain-b.com. 2009-08-17  [2009-08-20]. （原始内容存档于2019-06-08）.
13. ↑  . Sputnik News. RIA Novosti. 2009-08-17  [2009-08-20]. （原始内容存档于2016-04-15）.
14. ↑  . 新浪网. 2008-10-31  [2012-06-21]. （原始内容存档于2015-04-20） （中文（简体））.
15. ↑   (新闻稿). Indian Space Research Organisation. 2010-08-30  [2010-01-04]. （原始内容存档于2019-05-13）.
16. 1 2  Ramachandran, R. . The Hindu. 2013-01-22  [2019-07-11]. （原始内容存档于2017-08-01）.
17. 1 2  Laxman, Srinivas. . Asian Scientist. 2012-02-06  [2012-04-05]. （原始内容存档于2019-06-08）.
18. ↑  . NDTV. Indo-Asian News Service. 2012-09-09  [2019-07-11]. （原始内容存档于2019-06-08）.
19. ↑  . Press Information Bureau, Government of India. 2013-08-14. （原始内容存档于2019-08-05）.
20. ↑  . pib.nic.in.   [2019-06-13]. （原始内容存档于2019-08-05）.
21. ↑  . NSSDCA Master Catalog. NASA.   [2019-07-03]. （原始内容存档于2019-07-29）.
22. ↑  Banerji, Abigail. . Tech2. 2019-07-13  [2019-07-14]. （原始内容存档于2019-07-19）.
23. ↑  .   [2019-10-03]. （原始内容存档于2013-05-15）.
24. ↑  Chandrayaan-II may have N-powered systems （页面存档备份，存于） (08 August 2009)
25. ↑  Beary, Habib. . Skaal Times. 2010-02-04  [2010-02-22]. （原始内容存档于2011-07-15）.
26. ↑  Kumar, Chethan. . The Times of India. Times News Network. 2018-08-12  [2018-08-15]. （原始内容存档于2019-04-23）.
27. ↑  Singh, Surendra. . The Times of India. Times News Network. 2018-02-20  [2018-03-03]. （原始内容存档于2019-07-26）.
28. ↑   (PDF). 2019-01-18  [2019-01-30]. （原始内容存档 (PDF)于2019-01-30）.
29. ↑  . 中央社. 2019-09-10. （原始内容存档于2019-09-11）.
30. ↑  .   [2019-01-03]. （原始内容存档于2019-01-04）.
31. ↑  Clark, Stephen. . Spaceflight Now. 2018-08-15  [2019-07-11]. （原始内容存档于2018-08-16）.
32. ↑  . The Economic Times. Press Trust of India. 2018-03-23  [2018-08-16]. （原始内容存档于2019-07-11）.
33. ↑  . The Wire.   [2019-04-07]. （原始内容存档于2019-04-07）.
34. ↑  PTI. .   [2019-01-03]. （原始内容存档于2019-01-05）.
35. ↑  . The Times of India.   [2019-01-11]. （原始内容存档于2019-01-11）.
36. ↑  . isro.gov.in. 印度空间研究组织. 2019-06-12  [2019-06-12]. （原始内容存档于2019-06-13）.
37. ↑  . 2019-06-12  [2019-06-14]. （原始内容存档于2019-06-29） （英语）.
38. ↑  Bagla, Pallava. . Science. 2018-01-31  [2018-02-19]. （原始内容存档于2019-07-22）.
39. ↑  Amitabh, S.; Srinivasan, T. P.; Suresh, K.  (PDF). 49th Lunar and Planetary Science Conference. 19–23 March 2018. The Woodlands, Texas. 2018  [2019-07-11]. Bibcode:2018LPI....49.1975A. （原始内容存档 (PDF)于2018-08-22）.
40. ↑  赵旭. . 新華網. 2019-07-22. （原始内容存档于2019-07-23）.
41. ↑  . www.isro.gov.in.   [2019-09-02]. （原始内容存档于2019-09-02）.
42. ↑  ISRO. . 2019-09-07  [2019-09-07]. （原始内容存档于2019-09-20）.
43. ↑  NASA. . 2019-12-02  [2020-12-31]. （原始内容存档于2021-03-06）.